# 코뿔소구렁이
코뿔소구렁이(rhino rat snake) 또는 베트남긴코뱀(Vietnamese longnose snake)은 베트남 북부 및 중국 남부에서 발견되는 무독성 뱀의 일종이다. 학명은 린코피스 보울렌겐(Rhynchophis boulengeri).